# The Droogs
The Droogs was een Amerikaanse rockband uit Los Angeles, Californië, die aanvankelijk actief was tussen 1972 en 1992, met de meeste publicaties had vanaf het midden van de jaren 1980.

## Geschiedenis
The Droogs werd in 1972 opgericht door Ric Albin (zang), Roger Clay (gitaar), Paul Motter (bas) en Kyle Raven (drums). Geïnspireerd door garagerock uit de jaren 1960 en met hun vroege geluid, later gecategoriseerd door Trouser Press als protopunk, brachten ze zes singles uit tijdens de jaren 1970 (later verzameld op het Anthology-album), met verschillende personeelswisselingen in de ritmesectie. De bezetting stabiliseerde zich begin jaren 1980 met David Provost (voorheen van Dream Syndicate) op bas/keyboards en Jon Gerlach op drums. Halverwege de jaren 1980 werd de band beschouwd als onderdeel van het Paisley Underground-circuit, maar ze boekte het grootste succes in Europa en tekende in 1987 bij het Duitse label Music Maniac.
Het uitbrengen van Atomic Garage in 1996 leidde tot dubbele optredens van de band op het Roskilde Festival in 1997, waarvan er een werd uitgezonden op de Deense Nationale Radio. De band werd opgenomen op de boxset Children Of Nuggets van Rhino Record in 2005. Het jaar daarop verscheen de cd-publicatie van Collection, met geselecteerde albumnummers om digitale platforms te bereiken. In 2013 droegen de Droogs bij aan Conspiracy A-Go-Go, een thema-compilatie over JFK's post mortem. 2017 markeert de publicatie van Young Gun, met tien nieuwe nummers en de cover Out of the Question van The Seeds. De bezetting op het album is Ric Albin (zang), Roger Clay (gitaar), Dave Provost (bas), Dave Klein (drums en als co-producent/technicus).

## Discografie

### Singles, ep's
- 1973: He's Waiting / Light Bulb Blues
- 1974: Set My Love on You
- 1974: Ahead of my Time
- 1975: Overnite Success/Last Laugh
- 1979: As Much As I Want
- 1983: Heads Examined (ep/mini-album]
- 1984: Change Is Gonna Come
- 1984: Only Game In Town/Garden Of My Mind
- 1986: Collector's Item
- 1993: TV Man
- 1993: Come Heaven or Hell

### Albums
- 1984: Stone Cold World )Passport)
- 1987: Kingdom Day (PVC)
- 1990: Mad Dog Dreams (Music Maniac)
- 1990: Live in Europe (Music Maniac)
- 1991: Want Something
- 1991: Guerrilla Love-In (Music Maniac)
- 1997: Atomic Garage (Impossible Records)
- 2017: Young Gun (Plug N Socket)

### Compilaties
- 1987: Anthology (Music Maniac)
- 2006: Collection (Plug N Socket)